# Villebernier
Villebernier é uma comuna francesa na região administrativa da Pays de la Loire, no departamento de Maine-et-Loire. Estende-se por uma área de 9,91 km². Em 2010 a comuna tinha 1 497 habitantes (densidade: 151,1 hab./km²).